# Komunistyczna Partia Turkmeńskiej SRR
Komunistyczna Partia Turkmeńskiej SRR była rządzącą partią komunistyczną w Turkmenii w okresie, gdy Turkmeńska Socjalistyczna Republika Radziecka stanowiła część Związku Radzieckiego jako jedna z jego republik. Partia ta stanowiła integralną część Komunistycznej Partii Związku Radzieckiego. Od roku 1985 I sekretarzem KPT SSR był Saparmyrat Nyýazow, który w 1991 doprowadził do odłączenia partii od KPZR i przemianowania jej na Demokratyczną Partię Turkmenistanu, jedyną legalnie działającą partię Turkmenii. W czasie prezydencji Nyýazowa partia komunistyczna stała się nielegalna.